# Jonquières (Hérault)
Jonquières è un comune francese di 393 abitanti situato nel dipartimento dell'Hérault nella regione dell'Occitania.

## Società

### Evoluzione demografica
Abitanti censiti